# Наумовская (Московская область)
Наумовская — деревня в Шатурском муниципальном районе Московской области. Входит в состав Дмитровского сельского поселения. Население — 75 чел. (2013).

## Расположение
Деревня Наумовская расположена в южной части Шатурского района, расстояние до МКАД порядка 148 км. Высота над уровнем моря 136 м.

## Название
Исторические и бывшие варианты написания названия деревни — Наумовская, Наумово, Серовская, Серово.
Название происходит от личного имени Наум или фамилии Наумов.

## История
Впервые упоминается в писцовой Владимирской книге В. Кропоткина 1637—1648 гг. как деревня Наумовская Зачисморской кромины волости Муромское сельцо Владимирского уезда Замосковного края Московского царства. Деревня принадлежала главе московских стрельцов Григорию Михайловичу Аничкову.
Последней владелицей деревни перед отменой крепостного права была помещица Скопина.
После отмены крепостного права деревня вошла в состав Коробовской волости.
В советское время деревня входила в Дмитровский сельсовет.

## Население
| 1859 | 1868 | 1885 | 1905 | 1926 | 1970 |
| ---- | ---- | ---- | ---- | ---- | ---- |
| 222  | ↘218 | ↗295 | ↗350 | ↘324 | ↘198 |
| 1993 | 2002 | 2006 | 2010 | 2011 | 2013 |
| ↘78  | ↘50  | ↘47  | ↘24  | ↗70  | ↗75  |

## Галерея

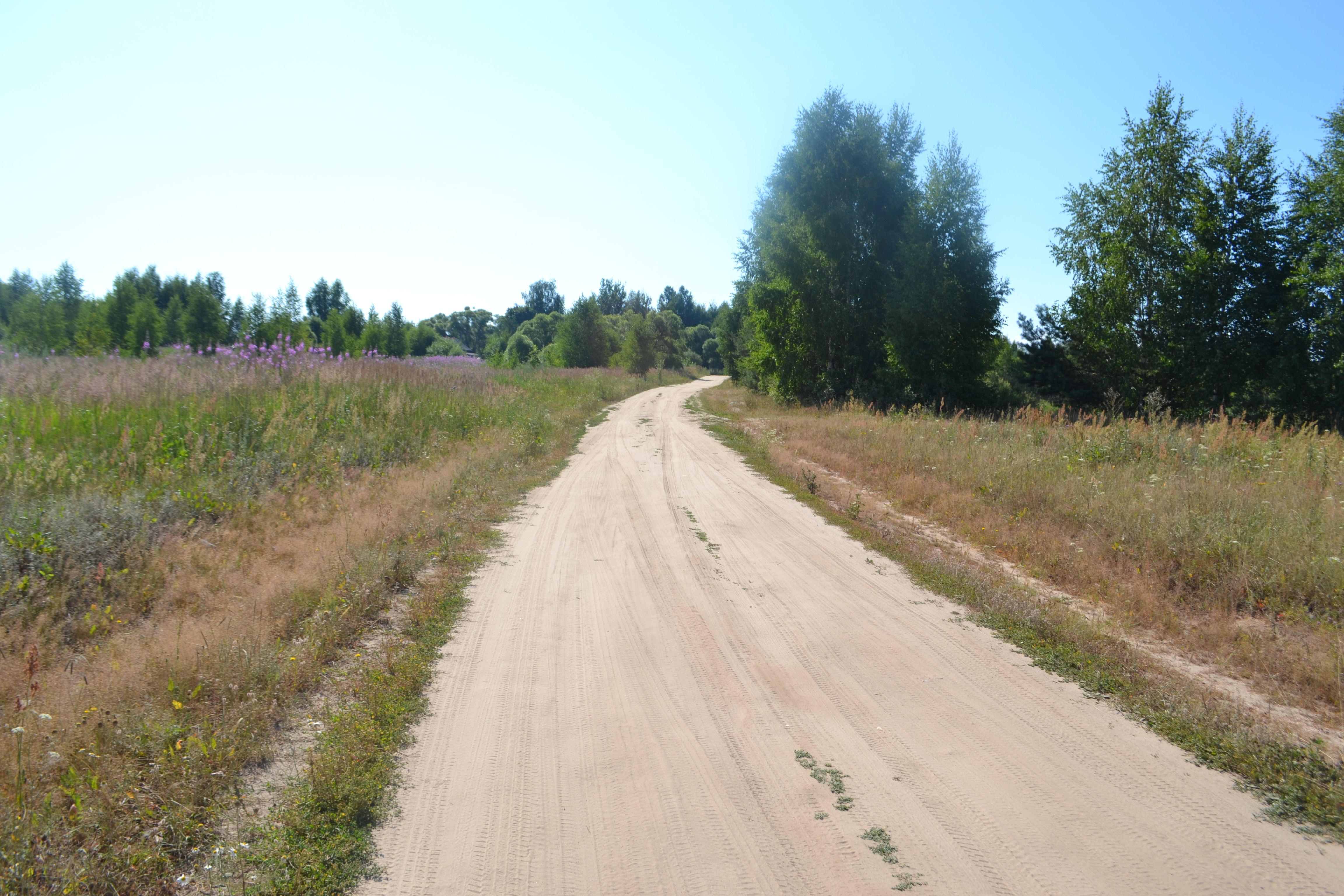
Дорога в деревню
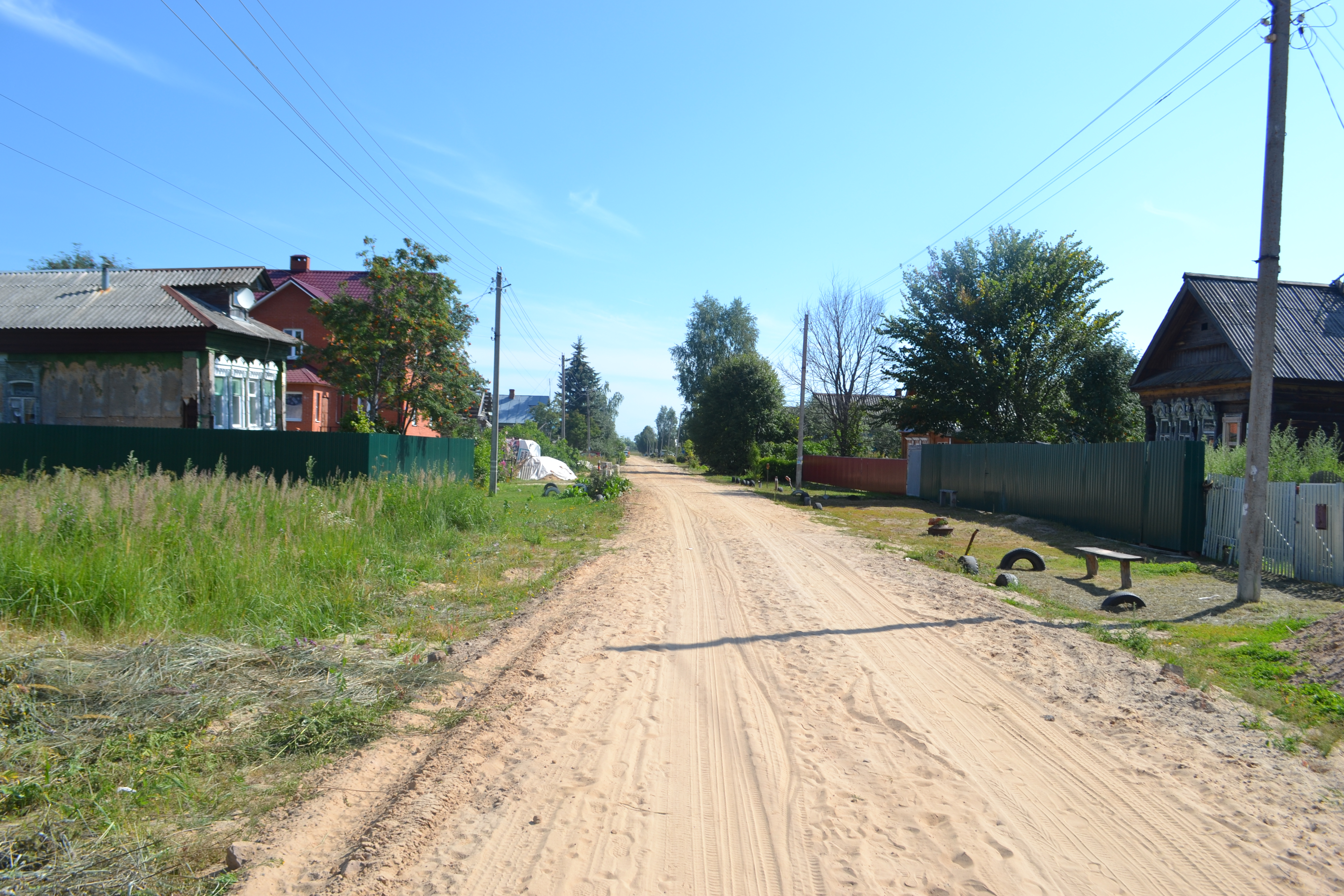
Наумовская
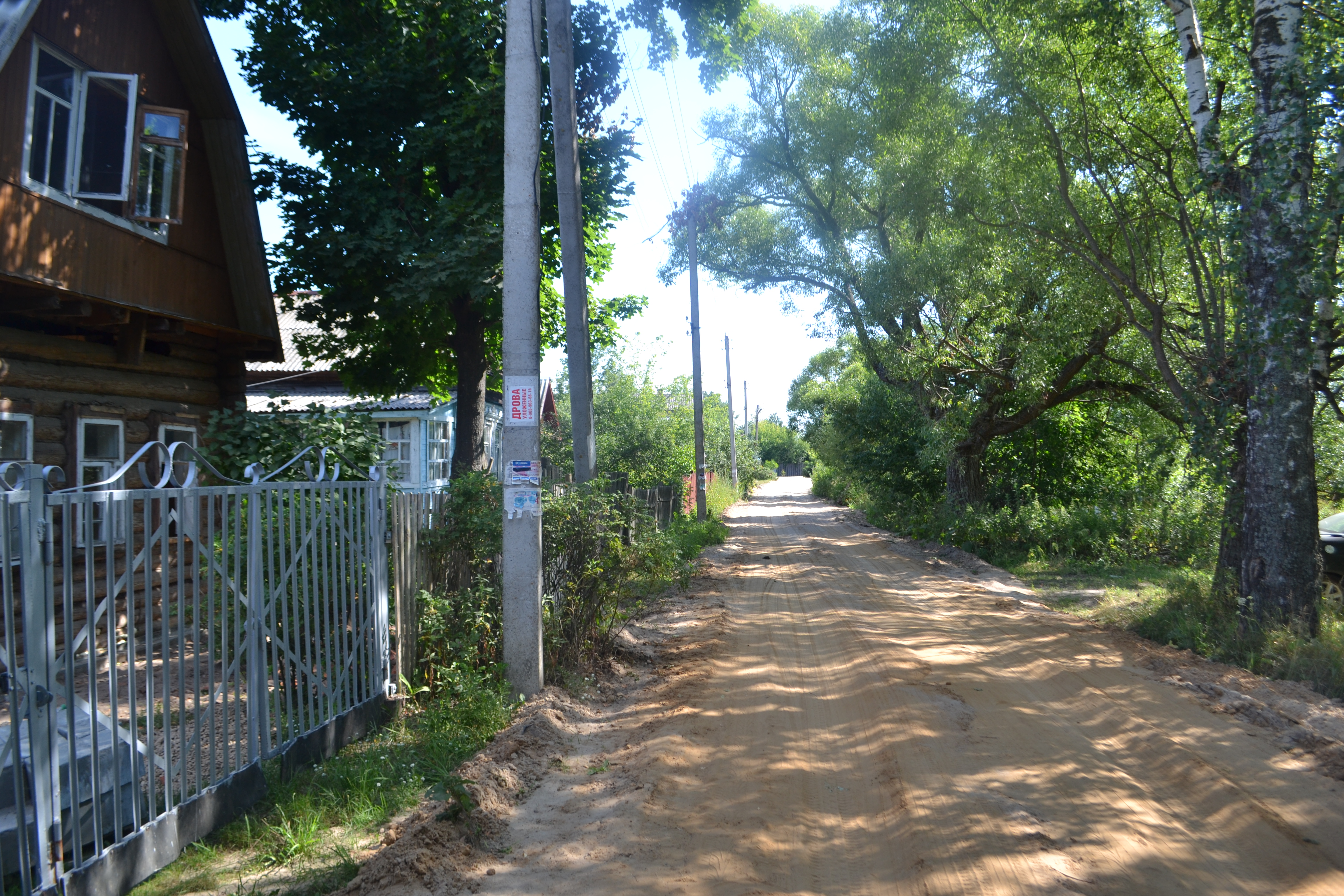
Наумовская